# حمیرا مشیرزاده
حمیرا مشیرزاده (زاده ۱۳۴۱) استاد روابط بین‌الملل و عضو گروه روابط بین‌الملل دانشکده حقوق علوم سیاسی دانشگاه تهران است. او به تدریس، ترجمه و پژوهش در حوزه‌های علمی مانند نظریه‌های روابط بین‌الملل و سیاست خارجی، نظریه های جنبش‌های اجتماعی و نظریه های جهانی شدن اشتغال دارد.

## زندگی‌نامه
حمیرا مشیرزاده در سال ۱۳۴۱ در تهران متولد شد. او لیسانس خود را در سال ۱۳۶۸ در رشته علوم سیاسی از دانشگاه تهران و مترجمی زبان انگلیسی از دانشگاه آزاد فارغ التحصیل شد و سپس در رشته روابط بین‌الملل از دانشگاه تهران فوق لیسانس دریافت نمود. وی در سال ۱۳۷۸ موفق به اخذ درجه دکتری در رشته علوم سیاسی از دانشگاه تهران گردید. او از سال ۱۳۷۹ عضو هیئت علمی دانشکده حقوق و علوم سیاسی دانشگاه تهران است. وی همچنین در سالهای ۱۳۸۲ تا ۱۳۸۸ عضو گروه مطالعات زنان دانشکده علوم اجتماعی دانشگاه تهران بوده و از سال ۱۳۸۴ تا ۱۳۸۵ دوره پسادکتری را در دانشگاه اوهایو گذرانده‌است.

## فعالیت‌های علمی
از فعالیتهای علمی مشیرزاده می‌توان به عضویت در هیئت تحریریه مجلات معتبر در زمینه‌های علوم سیاسی، سیاست خارجی و روابط بین‌الملل و همچنین عضویت در هیئت علمی کنفرانسهای داخلی و بین‌المللی تخصصی اشاره کرد. او عضویت در کمیته علمی همایش زن، مدیریت و آموزش عالی و همین‌طور مشاوره بین‌المللی در دانشکده حقوق و علوم سیاسی دانشگاه تهران را در کارنامه خود دارد. دیگر سمت‌های او عبارتند از:
- مشاور بین‌الملل دانشکده حقوق و علوم سیاسی از سال ۱۳۹۵ تا 1399.
- عضویت در کارگروه برابری و ارتقاء جایگاه بانوان در پژوهش ۱۳۹۷–۱۳۹۹
- رئیس گروه علمی علوم سیاسی، روابط بین‌الملل و مطالعات منطقه ای جشنواره بین‌المللی فارابی ۱۳۹۷–۱۳۹۷
- عضویت در کارگروه پیگیری همکاریهای بین‌المللی دانشگاه تهران با کشورهای انگلیسی زبان ۱۳۹۶–۱۳۹۹
- عضویت شورای نشر  ۱۳۹۵–۱۳۹۷
- عضو کمیته علمی روابط بین‌الملل انجمن علوم سیاسی ایران ۱۳۹۴–۱۳۹۵
- معاون گروه روابط بین‌الملل دانشکده حقوق و علوم سیاسی دانشگاه تهران ۱۳۹۴–۱۳۹۶
- عضو کمیته علمی همایش زن، مدیریت و آموزش عالی از سال ۱۳۹۴
- عضویت در انجمن علوم سیاسی ایران[۸]
- عضویت در انجمن مطالعات بین‌المللی International Studies Association[۸]
- عضو هیات تحریریه  فصلنامه زن در توسعه و سیاست[۸]
- عضویت در کارگروه برابری و ارتقاء جایگاه بانوان در پژوهش[۸]

## آثار
از میان تالیفات و ترجمه‌ها و مقالات او می‌توان به موارد ذیل اشاره کرد:

### تالیف‌ها
- از جنبش تا نظریه تاریخ دو قرن فمینیسم. نشر شیرازه، ۱۳۸۱.
- درآمدی نظری بر جنبشهای اجتماعی. پژوهشکده خمینی، ۱۳۸۱.
- مقدمه‌ای بر مطالعات زنان. وزارت علوم و تحقیقات و فناوری، دفتر برنامه‌ریزی اجتماعی و مطالعات فرهنگی، ۱۳۸۳.
- تحول در نظریه‌های روابط بین‌الملل. سمت، ۱۳۸۴.[۹][۱۰]
- مبانی نظری تبیین و تحلیل سیاست‌خارجی. سمت، ۱۳۹۶.

### کتاب‌های ترجمه شده
- ویلی برانت، زندگی سیاسی من. اطلاعات، ۱۳۷۳.
- سایمون دیورینگ، مطالعات فرهنگی. آینده پویان، ۱۳۷۸.
- باری آکسفورد، نظام جهانی: اقتصاد سیاست و فرهنگ. وزارت امور خارجه، مرکز چاپ و انتشارات، ۱۳۷۸.
- گراهام ایوانز و جفری نیونهام، فرهنگ روابط بین‌الملل. میزان، ۱۳۸۱.
- گفتگوی تمدنها: اندیشه، دانش و عمل. انتشارات دانشگاه تهران، ۱۳۸۴.
- الکساندر ونت، نظریه اجتماعی سیاست بین‌الملل. وزارت امورخارجه، دفتر مطالعات سیاسی و بین‌المللی، ۱۳۸۴.
- آرتورایسا برگر، نقد فرهنگی. مرکز بازشناسی اسلام و ایران، ۱۳۸۶.
- گوردون مارشال، فرهنگ جامعه‌شناسی. تهران: نشر میزان، ۱۳۸۸.
- جانیس مک لافین، زنان و نظریه سیاسی اجتماعی. نشر شیرازه، ۱۳۸۹.
- هانس مورگنتا، سیاست میان ملتها. وزارت امور خارجه، مؤسسه چاپ و انتشارات، ۱۳۸۹.[۱۱][۱۲][۱۳][۱۴]

### مقالات
- "سیاستی دگر در راه است؟." کتاب ماه علوم اجتماعی -، ۴۵٬۴۶ (۱۳۸۰): ۱۲–۱۷.
- "طرح دفاع موشکی ایالات متحده: نگاهی به مناظرات جاری." فصلنامه سیاست خارجی -، ۲ (۱۳۸۰): ۴۹۷–۵۲۰.
- "پساتجددگرایی و روابط بین الملل." مجموعه مقالات روابط بین‌الملل -، (۱۳۸۱): ۵۱–۷۸.
- "فمینیسم در عرصه سیاست گفتمان." مجله دانشکده حقوق و علوم سیاسی ۰، ۵۷ (۱۳۸۱): ۵۷–۸۰.
- "جنبش زنان و مفاهیم بنیادین سیاست." مجله دانشکده حقوق و علوم سیاسی -، ۵۹ (۱۳۸۲): ۱۹۵–۲۲۵.
- "شناخت از منظر زنانه: محدودیتهاوامکانات آرمانی فمینیستی." نشریه علمی زن و فرهنگ -، (۱۳۸۲): ۶۲۳–۶۴۸.
- "زمینه‌های ساختاری نظریه پردازی ایرانی در روابط بین الملل." سیاست ۴۵، ۲ (۱۳۹۴): ۳۳۷–۳۵۵.
- "احیای حوزه تحلیل سیاست خارجی: تحلیلی چند متغیره." پژوهشنامه علوم سیاسی ۱۰، ۳ (۱۳۹۴): ۱۳۹–۱۷۰.
- "سنت واقع گرایی در ایران." سیاست ۴۷، ۱ (۱۳۹۶): ۲۰۱–۲۲۰.
- "آسیب‌شناسی سیاستگذاری خارجی: مبانی نظری." فصلنامه سیاستگذاری عمومی ۳، ۱ (۱۳۹۶): ۹–۲۷.
- "تکثرگرایی در روابط بین الملل و امکان ارائه نظریه‌های غیرغربی." رهیافتهای سیاسی و بین‌المللی - دانشگاه شهید بهشتی ۸، ۳ (۱۳۹۶): ۹۰–۱۱۶.
- "گفتگوی تمدنها از منظر سازه انگاری." مجله دانشکده حقوق و علوم سیاسی -، ۶۳ (۱۳۸۳): ۱۶۹–۲۰۲.
- "احیای مکتب انگلیس در روابط بین الملل." فصلنامه سیاست خارجی -، ۷۱ (۱۳۸۳): ۵۷۹–۶۱۰.
- "سازه انگاری به عنوان فرانظریه روابط بین الملل." مجله دانشکده حقوق و علوم سیاسی -، ۶۵ (۱۳۸۳): ۱۱۳–۱۴۴.
- "واقع گرایی لیبرالیسم و جنگ امریکا علیه عراق." فصلنامه سیاست خارجی ۱۸، ۴ (۱۳۸۳): ۸۲۷–۸۵۸.
- "مبانی فرانظری مکتب انگلیسی در روابط بین الملل." پژوهش حقوق و سیاست ویژه حقوق -، ۱۲ (۱۳۸۳): ۱۶۵–۱۹۱.
- "بازبینی نظریه انتقادی در روابط بین الملل." مجله دانشکده حقوق و علوم سیاسی -، ۶۷ (۱۳۸۴): ۲۲۵–۲۵۰.
- "نظریه انتقادی روابط بین الملل و گفت و گوی تمدنها." علوم سیاسی -، ۱ (۱۳۸۴): ۶۸–۴۳.
- "نظریه نظام جهانی: توانمندیها و محدودیتهای یک دیدگاه رادیکال." مجله دانشکده حقوق و علوم سیاسی -، ۷۱ (۱۳۸۵): ۲۵۳–۲۷۶.
- «بازاندیشی در مورد انقلا بها: ترکیب سرچشمه‌ها، فرایندها و برآیندها.» مطالعات راهبردی سیاست گذاری عمومی ۸، ۲۸ (۱۳۹۷): ۳۷۷–۴۰۲.
- «از گفتمان انقلاب اسلامی تا گفتمان سیاست خارجی جمهوری اسلامی.» فصلنامه سیاست خارجی ۳۲، ۴ (۱۳۹۷):.
- «تحلیلی لکانی از ناسیونالیسم بلندپروازانه دولت پهلوی.» سیاست ۴۹، ۱ (۱۳۹۸):.
- حمیرا مشیرزاده و بهرام عین الهی. «رندال شوئلر و چالش‌های واقع گرایی.» رهیافتهای سیاسی و بین‌المللی - دانشگاه شهید بهشتی ۱۰، ۳ (۱۳۹۸):.
- «آسیب‌شناسی سیاستگذاری در آموزش عالی ایران: شیوه‌های سنجش و پذیرش دانشجویان دکتری رشته روابط بین‌الملل.» فصلنامه سیاستگذاری عمومی ۵، ۳ (۱۳۹۸): ۲۰۹–۲۳۴.
- «نظریه سیاسی و روابط بین‌الملل: در حاشیه اما گریزناپذیر.» فصلنامه سیاست جهانی ۹، ۴ (۱۳۹۹):.
- «امنیت هستی شناختی و ملی شدن صنعت نفت در ایران.» سیاست ۵۰، ۴ (۱۳۹۹):.
- «اندیشه هانا آرنت و امکان تحول در رورابط بین‌الملل.» پژوهش سیاست نظری ۱۳، ۲۹ (۱۴۰۰): ۱–۳۹.
- "The Impact of National Culture on the foreign policy of Iran." Iranian Journal of Information Science and Technology -, no. 17 (2004): 343-347.
- "A “Hegemonic Discipline” in an “Anti-Hegemonic” Country." International Political Sociology 3, no. 3 (2009): 342-346.